# Tuchtlán
Tuchtlán (Tōchtlān) fue el último nombre prehispánico del territorio que actualmente contiene a la ciudad chiapaneca de Tuxtla Gutiérrez. Anteriormente, varios grupos étnicos de los zoques habitaban gran parte de las regiones del actual estado de Chiapas y de otros estados mexicanos actuales. Arribaron al valle de Mactumaczá, extendiendo su territorio en los estados de Oaxaca, Tabasco y Campeche. Fueron ellos quienes llamaron Coyatoc a la actual ciudad de Tuxtla Gutiérrez.

## Origen
El nombre propio Coyatoc, deriva del idioma zoque. Los vocablos coya, que significa «conejo», y toc, que significa «casa», simplemente lo forman. Posteriormente, se ha afirmado que el nombre del poblado cambió a Coyatocmó, que significa «lugar casa de conejos». La zona en la que se asienta la actual ciudad chiapaneca de Tuxtla Gutiérrez, había sido nombrada de varias formas por los diferentes grupos étnicos que la habían conquistado. Sin embargo, los aztecas al llegar al actual territorio chiapaneco, simplemente tradujeron el nombre propio Coyatocmó al náhuatl, sólo que sustituyendole los significados de «casa» y «lugar» por «tierra», quedando el nombre como Tōchtlān, que significa «tierra de conejos».

## Significado

Glifo en náhuatl de la palabra en zoque Coyatocmó, que pasa a ser Tōchtlān.

El nombre propio Tōchtlān se deriva del náhuatl tōchtli, que significa «conejo». La cultura náhuatl representaba al conejo como un organismo culto. Además, la representación de dicho organismo pertenece a una serie de símbolos que conforman los días en el Calendario Azteca. Para otras culturas amerindias, este organismo ha pertenecido a una gran cantidad de cuentos, mitos y leyendas. Actualmente, la ciudad de Tuxtla Gutiérrez adopta en su escudo el nombre en náhuatl, además de una imagen de un conejo parado con dientes de color gris con un estilo prehispánico.